# Eunan O’Kane
Eunan Charles O'Kane (ur. 10 lipca 1990 w Londonderry) – irlandzki piłkarz występujący na pozycji pomocnika w Leeds United.